# Prepona caucensis
Prepona caucensis är en fjärilsart som beskrevs av Le Moult 1932. Prepona caucensis ingår i släktet Prepona och familjen praktfjärilar. Inga underarter finns listade i Catalogue of Life.